# Sauber C18
Sauber C18 byl vůz, s nímž tým Sauber závodil v sezóně 1999. Řídili ho Francouz Jean Alesi, který v týmu působil druhým rokem a Brazilec Pedro Diniz, který přišel z týmu Arrows.

## Design a vývoj
Vůz C18 byl odhalen v muzeu Tinguely ve švýcarské Basileji. Model C18 byl čistý vývoj modelu C17 z předchozí sezóny. Nový vůz však poprvé obsahoval vylepšený motor Ferrari s názvem SPE 03A, přeznačený na Petronas a sedmistupňovou převodovku. Vůz C18 používal, poprvé pro Sauber, pneumatiky Bridgestone, protože dodavatel Goodyear před sezónou 1999 odešel z Formule 1. Podepsání Dinize mělo pro tým Sauber hodnotu kolem 7 milionů dolarů a s úsporou na platu odejitého Johnnyho Herberta se odhadovalo, že Sauber má dalších 12 milionů dolarů v rozpočtu na vývoj vozu C18.
Vůz C18 si zachoval podobný vzhled jako před sezónou, dvoubarevný modrý odstín s červenými záblesky a rozsáhlým sponzorstvím od výrobce energetických nápojů Red Bull a malajské společnosti Petronas. Nový jezdec Pedro Diniz s sebou také přinesl sponzorství od Parmalatu, což způsobilo soudní spor týkající se jeho bývalého zaměstnavatele Arrows, který nebyl vyřešen až do roku 2002.
Na začátku testování vůz C18 utrpěl mechanické problémy, ale oba jezdci byli s výkonem spokojeni.  V polovině února byl Alesi během barcelonského testu klasifikován jako nejrychlejší před McLarenem a Jordanem. Po úvodní Grand Prix sezóny technický ředitel Leo Ress potvrdil, že vůz C18 má flexibilní zadní křídlo, než FIA zavedla standardní nařízení o flexibilitě v Brazílii. To bylo později zakázáno.
V polovině roku 1999 Sauber potvrdil, že zachová smlouvu na odběr motorů od Ferrari. Bylo odhadováno, že tým to bude stát 15 milionů dolarů ročně.

## Shrnutí sezóny
Vůz C18 se po celou sezónu 1999 potýkal s velkým počtem odstoupení. Jen ve 12 případech protnul vůz C18 cílovou čáru Grand Prix, přičemž Diniz zaznamenal 12 odstoupení v 16 závodech a nedokončil žádný závod až do Kanady, kde se konal 6. závod sezóny. Alesi si mezitím vedl o něco lépe s 8 odstoupeními. Alesi získal první body v sezóně ve 3. kole v San Marinu, když skončil na 6. místě. Diniz získal další 3 body pro tým za 6. místo v Kanadě, v Británii a v Rakousku. Alesi přidal poslední bod pro tým v závěrečném závodě sezóny v Japonsku.
Diniz měl štěstí, že při Grand Prix Evropy unikl zranění poté, co se jeho vůz na začátku závodu začal kutálet, což způsobilo selhání zavěšení. Alesi byl hospitalizován po havárii ve vysoké rychlosti na Hungaroringu.
Po nehodě Michaela Schumachera v Silverstone Sauber málem ztratil Alesiho ve prospěch Ferrari, aby zastoupil zraněného Němce, ale Alesi se odmítl vrátit do italského týmu. Po Grand Prix Maďarska Alesi řekl reportérovi ITV Jamesi Allenovi, že opustí Sauber a kritizoval vůz i tým. Později podepsal smlouvu s týmem Prost. Mika Salo, který nakonec ve Ferrari zastupoval Schumachera místo Alesiho, získal kontrakt u Sauberu pro následující sezónu.
Na konci sezóny skončili Diniz a Alesi na 14. a 15. místě v šampionátu jezdců, zatímco Sauber skončil na 8. místě v šampionátu konstruktérů, přičemž jejich pět bodů byl nejnižší bodový zisk od jejich vstupu do F1 v roce 1993.

## Kompletní výsledky ve Formuli 1
| Legenda k tabulce | Legenda k tabulce                                                                       |
| Barva             | Výsledek                                                                                |
| ----------------- | --------------------------------------------------------------------------------------- |
| Zlatá             | Vítěz                                                                                   |
| Stříbrná          | 2. místo                                                                                |
| Bronzová          | 3. místo                                                                                |
| Zelená            | Bodované umístění                                                                       |
| Modrá             | Nebodované umístění                                                                     |
| Modrá             | Dokončil neklasifikován (NC)                                                            |
| Fialová           | Odstoupil (Ret)                                                                         |
| Červená           | Nekvalifikoval se (DNQ)                                                                 |
| Červená           | Nepředkvalifikoval se (DNPQ)                                                            |
| Černá             | Diskvalifikován (DSQ)                                                                   |
| Bílá              | Nestartoval (DNS)                                                                       |
| Bílá              | Závod zrušen (C)                                                                        |
| Světle modrá      | Pouze trénoval (PO)                                                                     |
| Světle modrá      | Páteční testovací jezdec (TD)                                                           |
| Bez barvy         | Netrénoval (DNP)                                                                        |
| Bez barvy         | Vyřazen (EX)                                                                            |
| Bez barvy         | Nepřijel (DNA)                                                                          |
| Bez barvy         | Odvolal účast (WD)                                                                      |
| Bez barvy         | Nezúčastnil se (prázdné)                                                                |
| Označení          | Význam                                                                                  |
| Tučnost           | Pole position                                                                           |
| Kurzíva           | Nejrychlejší kolo                                                                       |
| †                 | Jezdec nedojel do cíle, ale byl klasifikován, protože odjel více než 90 % délky závodu. |
| ‡                 | Byl udělován poloviční počet bodů, protože bylo odjeto méně než 75 % délky závodu.      |
| Horní index       | Umístění bodujících jezdců ve sprintu                                                   |

| Rok  | Tým                      | Motor        | Pneumatiky | Jezdci      | 1   | 2   | 3   | 4   | 5   | 6   | 7   | 8   | 9   | 10  | 11  | 12  | 13  | 14  | 15  | 16  | Body | Umístění |
| ---- | ------------------------ | ------------ | ---------- | ----------- | --- | --- | --- | --- | --- | --- | --- | --- | --- | --- | --- | --- | --- | --- | --- | --- | ---- | -------- |
| 1999 | Red Bull Sauber Petronas | Petronas V10 | B          |             | AUS | BRA | SMR | MON | ESP | CAN | FRA | GBR | AUT | GER | HUN | BEL | ITA | EUR | MAL | JPN | 5    | 8. místo |
| 1999 | Red Bull Sauber Petronas | Petronas V10 | B          | Jean Alesi  | Ret | Ret | 6   | Ret | Ret | Ret | Ret | 14  | Ret | 8   | 16  | 9   | 9   | Ret | 7   | 6   | 5    | 8. místo |
| 1999 | Red Bull Sauber Petronas | Petronas V10 | B          | Pedro Diniz | Ret | Ret | Ret | Ret | Ret | 6   | Ret | 6   | 6   | Ret | Ret | Ret | Ret | Ret | Ret | 11  | 5    | 8. místo |